# سرود ملی الجزایر
سرود قَسَماً (به معنی: سوگند یاد می‌کنیم) سرود ملی کشور الجزایر است. این سرود به دنبال استقلال این کشور از فرانسه در سال ۱۹۶۳ به عنوان سرود ملی تصویب شد. متن سرود را مفدی زکریا در سال ۱۹۵۶ هنگامی که در زندان نیروهای استعمارگر فرانسه بود سروده است. موسیقی آن را نیز محمد فوزی آهنگساز مصری تهیه کرده است.

## متن سرود

### متنعربی
| قسما بالنازلات الماحقات    |  | والدماء الزاکیات الطاهرات    |
| والبنود اللامعات الخافقات  |  | فی الجبال الشامخات الشاهقات  |
| نحن ثرنا فحیاة أو ممات     |  | وعقدنا العزم أن تحیا الجزائر |
| فاشهدو… فاشهدو… فاشهدو…    |  |                              |
| نحن جند فی سبیل الحق ثرنا  |  | وإلی استقلالنا بالحرب قمنا   |
| لم یکن یصغی لنا لما نطقنا  |  | فاتخذنا رنة البارود وزنا     |
| وعزفنا نغمة الرشاش لحنا    |  | وعقدنا العزم أن تحیا الجزائر |
| فاشهدو… فاشهدو… فاشهدو…    |  |                              |
| یا فرنسا قد مضی وقت العتاب |  | وطویناه کما یطوی الکتاب      |
| یا فرنسا إن ذا یوم الحساب  |  | فاستعدی واخذی منا الجواب     |
| إن فی ثورتنا فصل الخطاب    |  | وعقدنا العزم أن تحیا الجزائر |
| فاشهدو… فاشهدو… فاشهدو…    |  |                              |
| نحن من أبطالنا ندفع جندا   |  | وعلی أشلائنا نبعث مجدا       |
| وعلی أرواحنا نصعد خلدا     |  | وعلی هاماتنا نرفع بندا       |
| جبهة التحریر أعطیناک عهدا  |  | وعقدنا العزم أن تحیا الجزائر |
| فاشهدو… فاشهدو… فاشهدو…    |  |                              |
| صرخة الأوطان من ساح الفداء |  | فاسمعوها واستجیبوا للنداء    |
| واکتبوها بدماء الشهداء     |  | واقرأوها لبنی الجیل غدا      |
| قد مددنا لک یا مجد یدا     |  | وعقدنا العزم أن تحیا الجزائر |
| فاشهدو… فاشهدو… فاشهدو…    |  |                              |

### ترجمهفارسی
سوگند یاد می‌کنیم به آذرخش بران!
و به رودهای روان خون پاک!
و به پرچم درخشانی که در اهتزاز است!
و بر فراز کوهستان‌های بلند در پرواز است!
که ما به پا خاسته‌ایم؛ یا زنده خواهیم ماند ویا اینکه خواهیم مرد.
عزم خود را مصمم کرده‌ایم که الجزایر زنده بماند
شاهد باشید !شاهد باشید! شاهد باشید!
ما سربازانی هستیم که در راه حق به پا خاسته‌ایم
و برای استقلال جنگیده‌ایم
آن هنگام که فریاد برآوردیم کسی ما را نشنید!
پس صدای باروت را آهنگ خود قرار داده‌ایم!
و نغمه مسلسل‌ها را ملودی خود قرار دادیم!
عزم خود را مصمم کرده‌ایم که الجزایر زنده بماند
شاهد باشید !شاهد باشید! شاهد باشید!
ای فرانسه زمانه گستاخی به سر رسیده است!
و ما آن را مانند کتابی بسته‌ایم!
ای فرانسه امروز روز حساب است!
پس آماده شو و جواب خود را بگیر!
در انقلاب ما مرحله جوابگویی فرا رسیده است!
عزم خود را مصمم کرده‌ایم که الجزایر زنده بماند
شاهد باشید !شاهد باشید! شاهد باشید!
از قهرمانان‌مان ارتشی پدید خواهیم آورد!
و از جانباختگان‌مان افتخارات
روح و جان ما جاودانه خواهد بود
و بر شانه‌های‌مان پرچم خود را بالا خواهیم گرفت
ای جبهه آزادی ما سوگندی برای تو یاد کرده‌ایم
عزم خود را مصمم کرده‌ایم که الجزایر زنده بماند
شاهد باشید !شاهد باشید! شاهد باشید!
فریاد سرزمین مادری از نبردگاه جانفدایی شنیده می‌شود!
به آن گوش فرا دهید و به ندای آن بشتابید!
با خون شهدا آن را بنویسید!
و آن را برای نسل‌های آینده بخوانید!
ای افتخار ما، ما دست خود را به سوی تو دراز کرده‌ایم!
عزم خود را مصمم کرده‌ایم که الجزایر زنده بماند
شاهد باشید !شاهد باشید! شاهد باشید!